# Fatmir Prengaj
Fatmir Prengaj (Mamurras, 1º maggio 2001) è un calciatore albanese, attaccante svincolato.

## Carriera

### Club
Cresciuto nelle giovanili della squadra albanese del Laçi. Il 28 ottobre 2018 fa il suo debutto ufficiale nel campionato albanese.

### Nazionale
Debutta con la maglia della nazionale albanese Under-21 il 6 settembre 2021 nella partita valida per le qualificazioni all'Europeo 2021, persa per 4-0 contro la Repubblica Ceca.

## Statistiche

### Presenze e reti nei club
Statistiche aggiornate al 2 ottobre 2022.
| Stagione        | Squadra         | Campionato      | Campionato | Campionato | Coppe nazionali | Coppe nazionali | Coppe nazionali | Coppe continentali | Coppe continentali | Coppe continentali | Altre coppe | Altre coppe | Altre coppe | Totale | Totale |
| Stagione        | Squadra         | Comp            | Pres       | Reti       | Comp            | Pres            | Reti            | Comp               | Pres               | Reti               | Comp        | Pres        | Reti        | Pres   | Reti   |
| --------------- | --------------- | --------------- | ---------- | ---------- | --------------- | --------------- | --------------- | ------------------ | ------------------ | ------------------ | ----------- | ----------- | ----------- | ------ | ------ |
| 2018-2019       | Laçi            | KS              | 4          | 0          | CA              | 3               | 1               | UEL                | -                  | -                  | SA          | 0           | 0           | 7      | 1      |
| 2019-2020       | Laçi            | KS              | 12         | 1          | CA              | 1               | 0               | UEL                | 0                  | 0                  | -           | -           | -           | 13     | 1      |
| 2020-2021       | Laçi            | KS              | 14         | 1          | CA              | 1               | 0               | UEL                | 0                  | 0                  | -           | -           | -           | 15     | 1      |
| 2021-gen. 2022  | Laçi            | KS              | 6          | 0          | CA              | 4               | 1               | UECL               | 5                  | 1                  | -           | -           | -           | 15     | 2      |
| gen.-giu. 2022  | Erzeni          | KP              | 15         | 5          | CA              | 0               | 0               | -                  | -                  | -                  | -           | -           | -           | 15     | 5      |
| 2022-2023       | Laçi            | KS              | 4          | 0          | CA              | 1               | 1               | UECL               | 3                  | 0                  | -           | -           | -           | 8      | 1      |
| Totale Laçi     | Totale Laçi     | Totale Laçi     | 40         | 2          |                 | 10              | 3               |                    | 8                  | 1                  |             | 0           | 0           | 58     | 6      |
| Totale carriera | Totale carriera | Totale carriera | 55         | 7          |                 | 10              | 3               |                    | 8                  | 1                  |             | 0           | 0           | 73     | 11     |

### Cronologia presenze e reti in nazionale
| Cronologia completa delle presenze e delle reti in nazionale ― Albania under 21 | Cronologia completa delle presenze e delle reti in nazionale ― Albania under 21 | Cronologia completa delle presenze e delle reti in nazionale ― Albania under 21 | Cronologia completa delle presenze e delle reti in nazionale ― Albania under 21 | Cronologia completa delle presenze e delle reti in nazionale ― Albania under 21 | Cronologia completa delle presenze e delle reti in nazionale ― Albania under 21 | Cronologia completa delle presenze e delle reti in nazionale ― Albania under 21 | Cronologia completa delle presenze e delle reti in nazionale ― Albania under 21 |
| Data                                                                            | Città                                                                           | In casa                                                                         | Risultato                                                                       | Ospiti                                                                          | Competizione                                                                    | Reti                                                                            | Note                                                                            |
| ------------------------------------------------------------------------------- | ------------------------------------------------------------------------------- | ------------------------------------------------------------------------------- | ------------------------------------------------------------------------------- | ------------------------------------------------------------------------------- | ------------------------------------------------------------------------------- | ------------------------------------------------------------------------------- | ------------------------------------------------------------------------------- |
| 6-9-2021                                                                        | Ceské Budejovice                                                                | Rep. Ceca under 21                                                              | 4 – 0                                                                           | Albania under 21                                                                | Qual. Europeo Under-21 2023                                                     | -                                                                               | 64’                                                                             |
| 7-10-2021                                                                       | Elbasan                                                                         | Albania under 21                                                                | 2 – 0                                                                           | Andorra under 21                                                                | Qual. Europeo Under-21 2023                                                     | -                                                                               | 56’                                                                             |
| Totale                                                                          |                                                                                 | Presenze                                                                        | 2                                                                               |                                                                                 | Reti                                                                            | 0                                                                               |                                                                                 |